# Eolambia
Eolambia ("Gryningens Lambeosaurie") var ett släkte växtätande dinosaurier som levde i Nordamerika (Utah) för cirka 95 miljoner år sedan. Den klassas som en av de första hadrosauroiderna, därav namnet.
Arterna var antagligen växtätare. De hade en näbbliknande nos.

## Beskrivning
Eolambia var ungefär 9 meter lång, och växlade precis som andra hadrosaurier troligen mellan tvåbent och fyrbent gång. Till skillnad från de flesta andra hadrosauroider hade den en tumtagg på frambenen, precis som Iguanodonterna.